# Johannes Ehmann
Johannes Ehmann (* 1958 in Pforzheim) ist Theologe und Hochschullehrer für Kirchengeschichte an der Universität Heidelberg. Er ist Träger des Lutherpreises der Luther-Gesellschaft 2006 und Mitglied des Vereins für Reformationsgeschichte sowie etlicher landeskirchengeschichtlicher Vereine. Bis 2018 war er Vorsitzender des Arbeitskreises Deutsche Landeskirchengeschichte (ADLK) und bis 2019 des Vereins für Kirchengeschichte in der Evangelischen Landeskirche in Baden.

## Leben und Wirken
Johannes Ehmann wuchs in Bruchsal auf und erwarb das Abitur im Schönborn-Gymnasium. Danach studierte er Theologie in Berlin, Jerusalem, Göttingen, Tübingen und Heidelberg, wo er auch promoviert wurde und habilitierte.
Zunächst wirkte er als Hochschulpfarrer in Mannheim (ESG), dann als Gemeindepfarrer in der Mannheimer Innenstadt. Von 1999 bis 2006 war er Geschäftsführer der Arbeitsgemeinschaft Christlicher Kirchen in Baden-Württemberg (ACKBW) mit Dienstsitz Stuttgart. Kurze Zeit war er Ökumenereferent des Konfessionskundlichen Institutes des Evangelischen Bundes (Bensheim) und lehrte gleichzeitig seit 2006 an der Theologischen Fakultät Heidelberg als Privatdozent für neuere und neueste Kirchengeschichte und Konfessionskunde.
Ehmann ist verantwortlicher Herausgeber der Veröffentlichungen zur badischen Kirchen- und Religionsgeschichte (VBKRG) und regelmäßiger Beiträger für das Jahrbuch für badische Kirchen- und Religionsgeschichte (JBKRG).
Seit 2009 lehrt er, abgeordnet von der Evangelischen Landeskirche, an der Theologischen Fakultät hauptberuflich als Professor. Er ist Mitglied der Historischen Kommission zur Erforschung des Pietismus.
Johannes Ehmann lebt seit 2022 in Bruchsal.

## Forschungsbereiche
Vier Forschungsgebiete prägen seine Arbeit:
- Geschichte und Theologie der Union
- Geschichte der badischen Landeskirche
- Das Verhältnis Luthers zu Türken und Islam
- Katechismusgeschichte

## Veröffentlichungen (Auswahl)

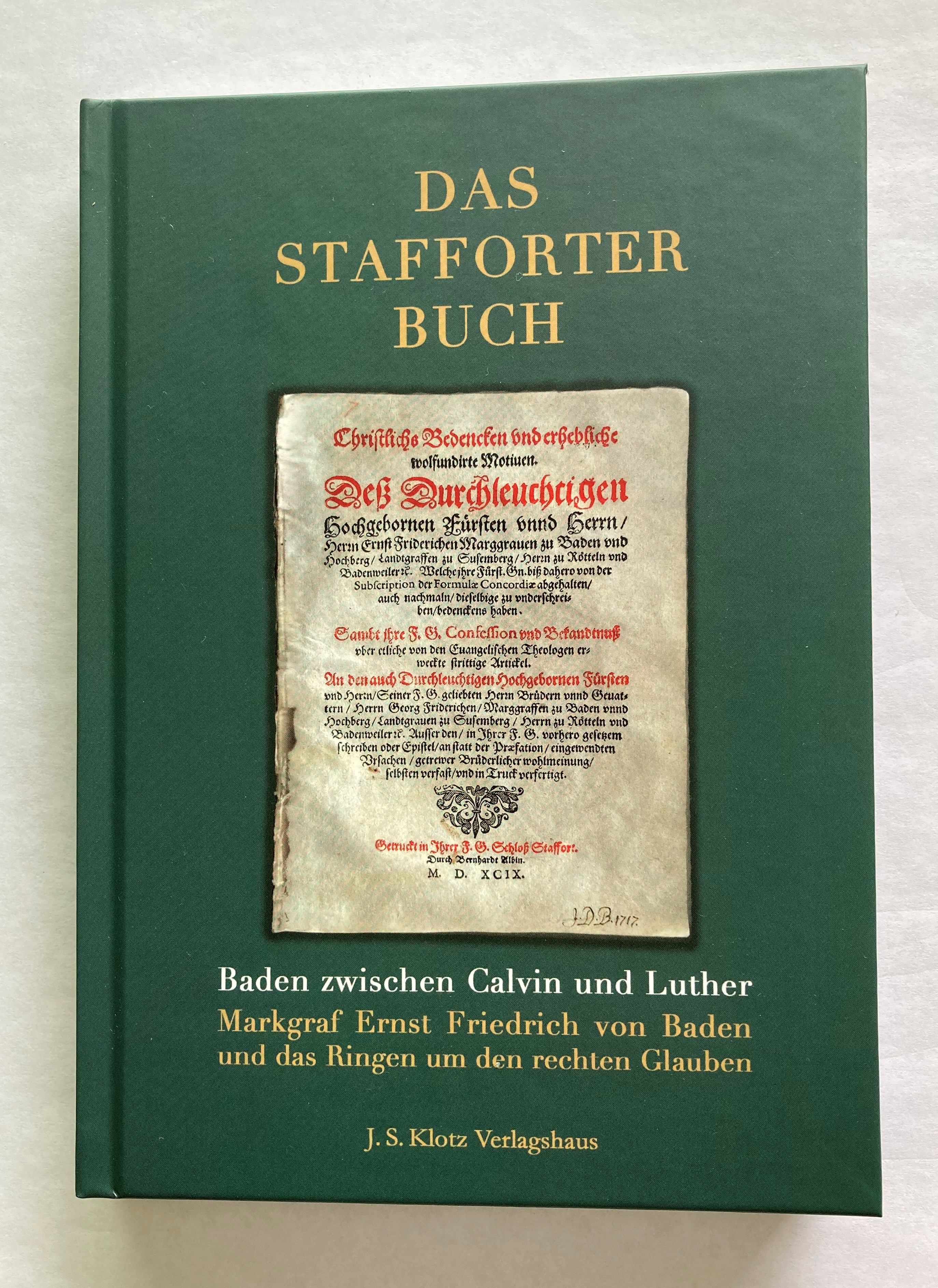
Das Stafforter Buch in aktueller Sprache; J. S. Klotz Verlagshaus

- Union und Konstitution. Die Anfänge des kirchlichen Liberalismus in Baden im Zusammenhang der Unionsgeschichte (1797–1834). Evangelischer Presseverband, Karlsruhe 1994, ISBN 3-87210-907-3 (zugleich Dissertation Heidelberg 1992).
- (Hrsg.) Ricoldus de Montecrucis: Confutatio Alcorani (1300); Martin Luther: Verlegung des Alcoran (1542) (= Corpus Islamo-Christianum / Series Latina; 6). Kommentierte lateinisch-deutsche Textausgabe. Echter, Würzburg, 1999, ISBN 3-429-021228-6 / Oros, Altenberge, 1999, ISBN 3-89375-177-7; Harrassowitz, Wiesbaden, ISBN 978-3-447-05796-7.
- Luther, Türken und Islam. Eine Untersuchung zum Türken- und Islambild Martin Luthers (= Quellen und Forschungen zur Reformationsgeschichte; 80). Gütersloher Verlags-Haus, Gütersloh, 2008, ISBN 978-3-579-05371-4, 2. Auflage 2015 (zugleich Habilitationsschrift Heidelberg 2005).
- Die badischen Unionskatechismen. Vorgeschichte und Geschichte vom 16. bis zum 20. Jahrhundert (= Veröffentlichungen zur badischen Kirchen- und Religionsgeschichte; 3). Kohlhammer, Stuttgart 2013, ISBN 978-3-17-022649-4.
- (Hrsg.) Der Heidelberger Katechismus und seine Verbreitung in den Territorien des Reichs: Studien zur deutschen Landeskirchengeschichte (= Veröffentlichungen zur badischen Kirchen- und Religionsgeschichte; 5). Kohlhammer, Stuttgart 2015, ISBN 978-3-17-029685-5.
- Luther und die Türken (= Studienreihe Luther; 15). Luther-Verlag, Bielefeld 2017, ISBN 978-3-7858-0715-6.
- (Hrsg. und Hauptautor) Die Kirchen der Union. Geschichte – Theologie – Perspektiven. Evangelische Verlagsanstalt, Leipzig 2019, ISBN 978-3-374-06009-2 / ISBN 978-3-374-06010-8.
- mit Gottfried Gerner-Wolfhard (Hrsg.): 200 Jahre Vereinigte Evangelische Landeskirche in Baden 1821–2021: Geschichte, Gottesdienste, Gemeinde (= Sonderveröffentlichungen des Vereins für Kirchengeschichte in der Evangelischen Landeskirche in Baden; 12). Klotz Verlag, Neulingen 2020, ISBN 978-3-948968-01-4.
- Geschichte der Evangelischen Kirche in Baden. Evangelische Verlagsanstalt, Leipzig.
  - Band 1: Reformatorische Bewegungen im Südwesten des Reichs (1518–1557): Von Luthers Heidelberger Disputation bis zum Augsburger Frieden und seinen Nachwirkungen. 2018, ISBN 978-3-374-05574-6 / ISBN 978-3-374-05575-3.
  - Band 2: Die Geschichte der Markgrafschaft. 2021, ISBN 978-3-374-06850-0 / ISBN 978-3-374-06851-7.
- zusammen mit Holger Müller, Manfred G. Raupp: Das Stafforter Buch: Baden zwischen Calvin und Luther: Markgraf Ernst Friedrich von Baden und das Ringen um den rechten Glauben (= Sonderveröffentlichungen des Vereins für Kirchengeschichte in der Evangelischen Landeskirche in Baden; 13). J. S. Klotz, Neulingen 2021, ISBN 978-3-948968-55-7.